# Semmering (Niederösterreich)
Semmering este o stațiune balneo-climaterică din landul Niederösterreich, Austria
1. ↑  Dauersiedlungsraum der Gemeinden Politischen Bezirke und Bundesländer - Gebietsstand 1.1.2018 (în germană), Statistica Austriei, accesat în 10 martie 2019